# Banský Studenec

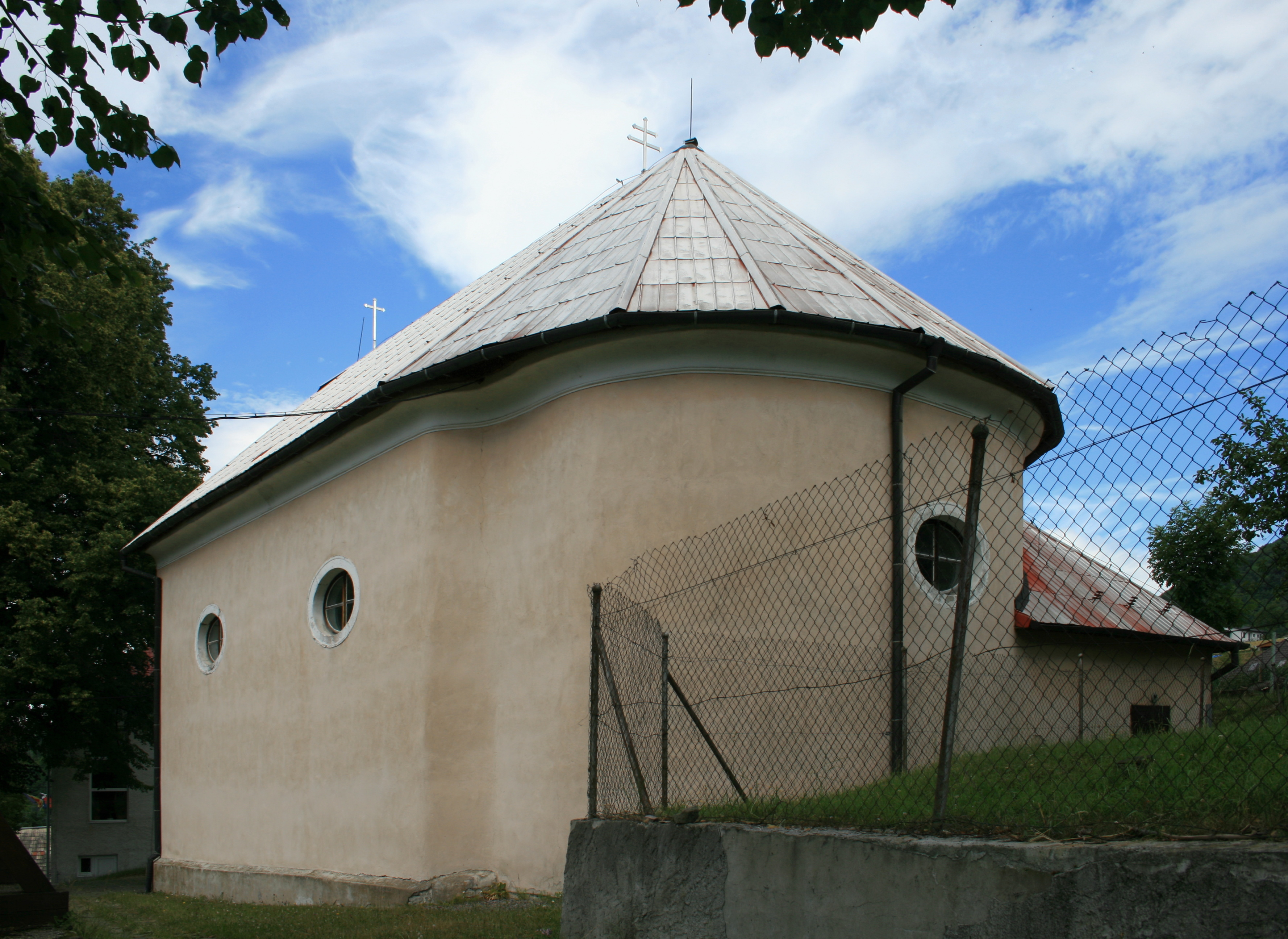
Banský Studenec - kościół

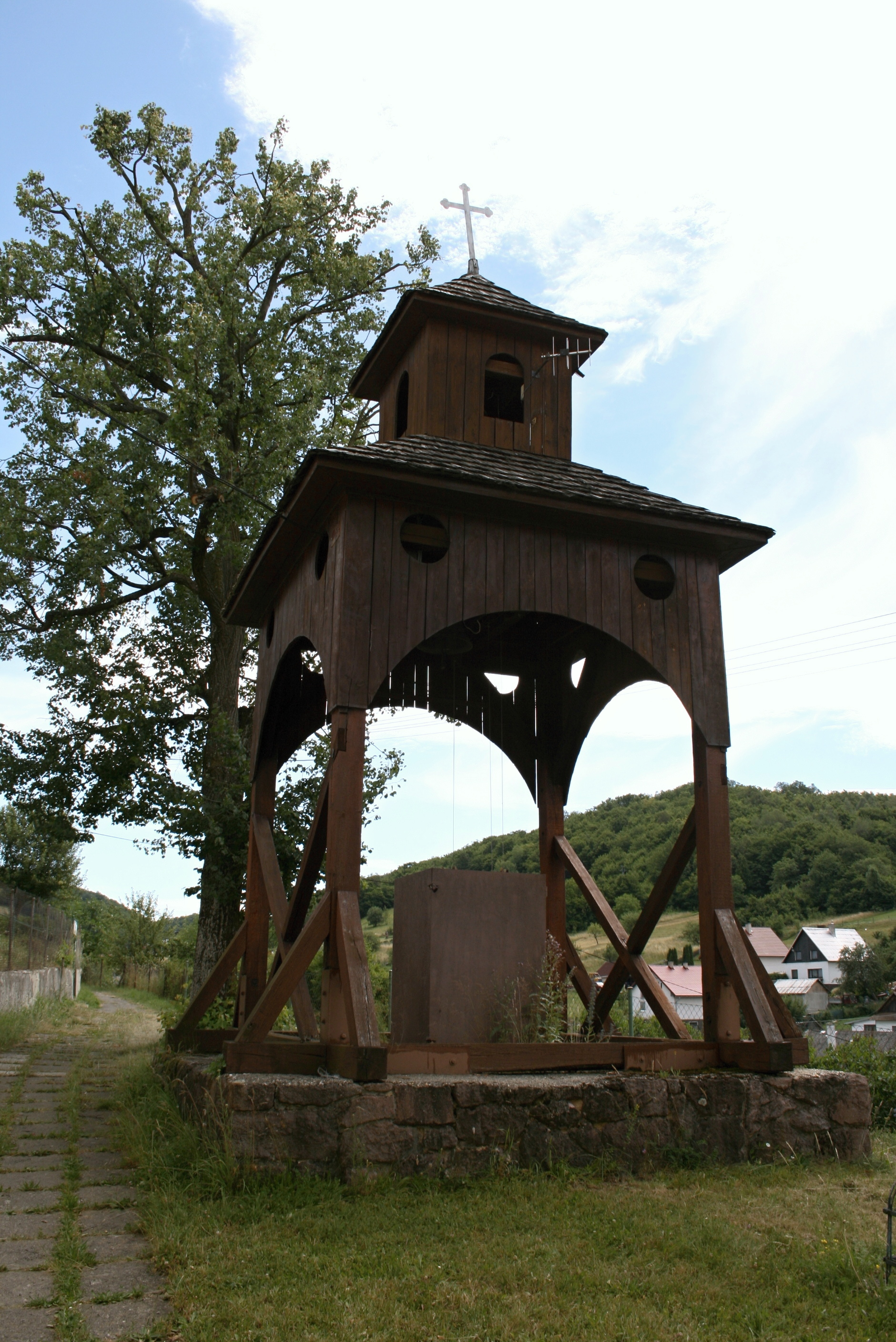
Banský Studenec - drewniana dzwonnica

Banský Studenec – wieś (obec) na Słowacji w kraju bańskobystrzyckim, w powiecie Bańska Szczawnica.

## Położenie
Leży w dolinie potoku Jasenica w Górach Szczawnickich, ok. 8 km na wschód od centrum Bańskiej Szczawnicy.

## Historia
Początki miejscowości dała stara osada górnicza o nazwie Kolpach (Kohlbach?). Pierwsze wzmianki pisemne o miejscowości pochodzą z roku 1266. Pierwotnie osada należała do miasta Bańska Szczawnica, później była własnością mieszczącej się tam Komory Górniczej. Mieszkańcy zajmowali się wydobyciem kruszców w okolicznych kopalniach (słow. baniach), pracą w lasach przy ścince drzewa i paleniu węgla drzewnego oraz rolnictwem.
Miejscowość jest znana dzięki istniejącym na jej terenie dwóm Studenskim Jeziorom (dawniej znanym jako Kolpašské jazerá) - sztucznym zbiornikom wodnym, wykorzystywanym dawniej jako zasobniki wody, niezbędnej do napędu kół wodnych w okolicznych zakładach górniczych i hutniczych, a obecnie pełniącym funkcje rekreacyjne.

## Demografia
Według danych z dnia 31 grudnia 2012, wieś zamieszkiwało 458 osób, w tym 247 kobiet i 211 mężczyzn.
W 2001 roku pod względem narodowości i przynależności etnicznej 93,71% mieszkańców stanowili Słowacy, a 3,77% Romowie.
Ze względu na wyznawaną religię struktura mieszkańców kształtowała się w 2001 roku następująco:
- Katolicy rzymscy – 89,94%
- Grekokatolicy – 0,42%
- Ewangelicy – 1,47%
- Ateiści – 4,82%
- Nie podano – 3,35%

## Zabytki
- Kościół katolicki. Murowany, barokowy, z lat 1743-1745. Nawa i prezbiterium nakryte sklepieniami kolebkowymi z lunetami. We wnętrzu zachowało się pierwotne, późnobarokowe wyposażenie[6].

- Dzwonnica przy kościele. Drewniana, klasycystyczna, z I. połowy XIX w.[6]